# 水希遥
水希 遥（みずき はるか、1984年12月14日 - ）は、日本のAV女優。BELLTECH 所属

## 略歴
北海道出身。
初体験は15歳のとき。
2003年11月11日、第1回国民的AV女優コンテストでグランプリを受賞し、2004年1月、バッキービジュアルプランニングから『水希遥のコスプレ遊戯』でAVデビューした。(まだ美少女AV路線だった頃の)バッキーの専属女優として、5作品を出した。
その後、TMAの専属女優となり、萌え系の妹キャライメージが固定化された。その後、TMAの専属を終えて、インディーズレーベルの作品に出演した後、2005年4月、アイデアポケットの作品に出演し、それまでになかったキャラに挑戦した。
同年10月、『遥か彼方へ』の発売をもって引退した。

## 出演作品

### アダルトビデオ
2004年
- 水希遥のコスプレ遊戯（1月11日、バッキービジュアルプランニング）
- 水希遥のレイプレイプレイプ（2004年、バッキービジュアルプランニング）
- 水希遥の超国民的ソープ嬢（4月16日、バッキービジュアルプランニング）
- 水希遥の究極のオナニーのために カルトマニアックバージョン（5月1日、バッキービジュアルプランニング）
- 水希遥の究極のオナニーのために デジモエキスパートバージョン（5月1日、バッキービジュアルプランニング）
- 痴漢バス女子校生（セル）／女子校生痴漢バス（レンタル）（8月27日、TMA（TMA））
- 水希遥　レズ初めました。（9月3日、TMA）共演:早希なつみ、AYA
- 文化部女子校生（セル）／文化部の女子校生（レンタル）（10月1日、TMA）
- 調教飼育旅行（11月26日、TMA）
- コスプレ女子校生リターンズ（12月24日、TMA）

2005年
- メイドカフェへようこそ（1月21日、TMA）
- 妹はかわいい巫女（2月18日、TMA）
- DIGITAL CHANNEL（4月8日、アイデアポケット）
- 妹の秘密（5月1日、MOODYZ）[2]
- NON STOP 水希遥（5月27日、TMA）※ 総集編
- 私立萌えスポ学園（6月1日、MOODYZ）[2]
- 背徳の妹崇拝 水希遥（7月7日、アタッカーズ）
- オナサポプレミアム ～AV音響革命～（7月21日、ハンドメイドビジョン）
- 女子銀行員 中出し20連発 国民的AV女優グランプリ受賞アイドル専属×初（8月18日、アイエナジー）
- スレスレ限界モザイク（9月22日、アイエナジー）
- 遥か彼方へ 水希遥 引退作品（10月20日、イマージュ）※引退作
- 淫乱家庭教師6人の個人レッスン（11月4日、アイエナジー）

2006年
- スポーツ少女凌辱 純情少女たちにイタズラ（1月19日、アイエナジー）

2007年
- 32人の乳もみインタビュー 4時間（8月10日、TMA）他31名出演

2011年
- ノーカット 水希遥（9月1日、NIRVANA）※ 総集編

### テレビ番組
- Peach-Pit 桃のたね（MONDO TV）